# Youlia Makhalina
Youlia Viktorovna Makhalina (en russe : Юлия Викторовна Махалина), née le 23 juin 1968 à Léningrad, est une danseuse russe étoile au théâtre Mariinsky.

## Biographie
Fille d'un ingénieur et d'une comptable, Youlia Makhalina étudie tout d'abord la musique sous l'influence de son père, qui veut faire d'elle une pianiste. Mais, à la suite d'une blessure à la jambe, son médecin lui conseille de se tourner vers la danse afin de se rééduquer correctement ; sa mère, qui avait elle-même rêvé d'une carrière artistique, la soutient dans cette voie.
Elle entre alors à l'Institut de chorégraphie de Léningrad (aujourd'hui Académie de ballet Vaganova) et effectue une scolarité sans éclats (elle confiera plus tard que ses professeurs ne lui prédisaient qu'un simple avenir de danseuse de corps de ballet) ponctuée, lors de sa dernière année, par une offre pour un contrat de soliste de la part d'une petite compagnie de Lvov. Fort heureusement pour elle, le directeur artistique du Théâtre Mariinsky de l'époque vient observer l'un des cours de sa classe et la remarque : quelque temps plus tard, lors des auditions pour l'entrée dans le corps de ballet, il se rend compte que Youlia Makhalina ne s'est pas présentée et demande où se trouve « la fille au visage aussi rond que la face de la lune ». C'est ainsi qu'en 1985, elle est sélectionnée pour faire partie de la compagnie.
Dès sa première année comme membre du corps de ballet, on lui offre d'apprendre le rôle d'Odette / Odile du Lac des cygnes sous la direction d'Olga Moïsseïeva, une des grandes interprètes du rôle. Cependant, son premier véritable succès sera Le Corsaire, dans lequel elle incarne Médora et révèle alors ses talents pour l'interprétation et la pantomime. Youlia Makhalina s'épanouit tout particulièrement dans les grands rôles classiques, qui lui permettent d'exploiter la dimension tragique et romantique de sa danse avec une générosité qui la fait apprécier tant par le public (pourtant peu tolérant à ses débuts - elle se fait huer lors d'une représentation du Lac des cygnes) que par les critiques.
Elle est nommée danseuse étoile en 1989 et danse dès lors sur les scènes du monde entier, souvent accompagnée par Andris Liepa puis par Igor Zelensky, incarnant pour tous la nouvelle génération des ballerines du Théâtre Mariinsky : ce sont les premières danseuses longilignes aux extensions remarquables et à la qualité indéniable du travail du haut du corps. De nombreuses compagnies, à l'instar du Théâtre Bolchoï ou du Ballet royal du Danemark, l'invitent à danser dans leurs productions.
En 2009, même si elle ne danse plus guère, elle organise au mois de février un gala au Théâtre Mariinsky.
Elle est décorée par la fédération de Russie comme artiste du peuple de la fédération de Russie.

## Récompenses
- 1990 : grand prix et médaille d'or du Concours international de danse de Paris, prix de Lumière en Italie
- 1995 : artiste émérite de la fédération de Russie
- 1995 : prix Golden Sofit (Saint-Pétersbourg)
- 1998 : prix Benois de la danse
- 2008 : artiste du peuple de la fédération de Russie

## Répertoire
- La Sylphide : la Sylphide
- Giselle : Giselle, Myrtha
- La Belle au bois dormant : Aurore, la Fée Lilas
- Casse-noisette : Marie
- La Légende de l'amour : Mekmene-Banu
- Don Quichotte : Kitri, Reine des Dryades
- Le Corsaire : Medora
- Le Lac des cygnes : Odette / Odile
- Apollon musagète : Terpsichore
- Manon : Manon
- La Bayadère : Nikiya, Gamzatti
- Raymonda : Raymonda
- Paquita : Paquita
- La Fontaine de Bakhtchisaraï : Marie
- Roméo et Juliette : Juliette
- Anna Karénine : Anna
- Cendrillon : Cendrillon
- Le Sacre du printemps : l'Élue
- Le Fils prodigue : la Sirène
- Le Jeune Homme et la Mort : la Mort
- Schéhérazade : Zobéide
- L'Oiseau de feu : l'Oiseau de feu

## Filmographie
- 1989 : La Belle au bois dormant, avec Larissa Lejnina, Farouk Rouzimatov et les danseurs du Théâtre Mariinsky
- 1990 : Le Lac des cygnes, avec Igor Zelensky et les danseurs du Théâtre Mariinsky
- 1992 : Le Lac des cygnes, avec Andris Liepa et les danseurs du Théâtre Mariinsky
- 1991 : Paquita (grand pas), avec Igor Zelensky et les danseurs du Théâtre Mariinsky
- Don Quichotte, avec Tatiana Terekhova, Farouk Rouzimatov et les danseurs du Théâtre Mariinsky
- La Bayadère , et les danseurs du Théâtre Mariinsky
- 1993 :  Mathilde Kschessinska. Fantasmes sur un thème (Матильда Кшесинская. Фантазия на тему)
- 2005 : Sacred Stage: The Mariinsky Theater